# Changbai Dao
Changbai Dao är en ö i Kina. Den ligger i provinsen Zhejiang, i den östra delen av landet, omkring 180 kilometer öster om provinshuvudstaden Hangzhou. Arean är 11,4 kvadratkilometer. Den sträcker sig 4,4 kilometer i nord-sydlig riktning, och 5,0 kilometer i öst-västlig riktning.
Genomsnittlig årsnederbörd är 1 673 millimeter. Den regnigaste månaden är juni, med i genomsnitt 332 mm nederbörd, och den torraste är januari, med 48 mm nederbörd.